# Бели чај
Бели чај потиче од биљке чаја (лат. Camellia sinensis). За разлику од других чајева, код белог чаја листови се беру пре него што се у потпуности отворе, док су пупољци и даље прекривени ситним, белим длачицама, као бела коса. Отуда и име овом чају. Бели чај је ређи од других традиционалних чајева, и из тог разлога мало скупљи.
Бели чај је слично као и зелени чај, прошао кроз врло мало обраде и без ферментације, али постоји приметна разлика у укусу. Већини зелених чајева је својствен карактеристичан травнати укус, али белом чају не. Укус је слаткаст и светао. Он садржи знатно мање кофеина од осталих сорти (5 mg по сервирању, у односу на 40-50 mg за црни чај, и 20-30 mg за зелени). Неке студије су такође показале да је бели чај садржи више антиоксиданата од зеленог чаја.
Бели чај је постао поштован током владавине кинеске династије Сонг (960-1279). Овај чај је био избор двора и добијен је као признање за цара. Листови и пупољци белог чаја су самлевени у сребрни прах, који се потом мутио у посудама у току чајне церемоније. Ово је била инспирација за чувену јапанску церемонију чаја.
Цар династије Сонг је био познат по својој привржености белом чају. Бели чај је пронашао пут кроз своју дугу историју, донедавно је био непознат ван Кине и Оријента. Данас је ситуација потпуно другачија, и бели чај је због свих својих карактеристика пронашао пут до потрошача широм света.
Као и код свих чајева, постоји много варијетета белог чаја, са поетским називима као што су: Бели Божур, Златни Месец, Сребрна Игла и Бели Облак. Бели чајеви се углавном производе у Кини и Јапану, али производе се и у Дарџилинг региону у Индији.
Ексклузивност белог чаја скрива се у процесу његове припреме јер најфиније листове и врхове биљке Camellia sinensis беру ручно. Бели чај док не дође у шољу за чај не долази никад у додир са људском кожом. Пупољке одмах после жетве изложе пари и суше на сунцу а то им даје трајну свежину. Суше га тек неколико часова што омогућава да дође до природне ферментације када се листови омекшају. Листиће беру пре него што се до краја отворе и када су пупољци још прекривени финим белим власима - одатле и потиче име бели чај.

## Лековити ефекти белог чаја
Садржи аминокиселину теанин која релаксира тело. Као и остали прави чајеви побољшава ниво холестерола и шећера у крви. Снижава крвни притисак и позитивно утиче на крвне судове. Три шољице белог чаја дневно наводно спречавају срчани инфаркт. Бели чај садржи активне антиоксидансе који су борци против рака. Уз то што подстиче јаке и здраве крвне судове, бели чај штити од разорног можданог удара. Штити од вируса и бактерије јер спречава настанак нових масних ћелија и убрзава отклањање масти из зрелих масних ћелија. Студије откривају да су људи који су редовно пили чај имали већу густину костију, од оних који га нису пили. Бели чај такође може имати позитивне ефекте код оболелих од артритиса и остеопорозе. Шоља белог чаја пре јела (оброка) смањује апетит.

## Спремање белог чаја
Има благ, нежан и скоро сладак укус. За припрему доброг белог чаја најбитнија је права температуре воде. Код високих температуре чај добија горак укус. Идеална температура воде је 75-80 °C. Кашичицу чајних листића прелијемо са два децилитра воде и оставимо 2-3 минута. Ако употребљавате чај у филтер врећицама морате пазити јер прекорачење минутаже чини чај горким и без укуса.
Боље врсте чаја имају пуну арому и нису горки а са онима лошијег квалитета није тако. Листиће можемо прелити и више пута водом али онда треба сваки пут продужавати минутажу (четврти пут и до 15 минута). Неки љубитељи прелију чај и хладнијом водом али онда га оставе преливеног и до пет минута. Чај садржи кофеин зато га не треба пити пред спавање.